# 深見梨加
深見梨加（日语：／ Fukami Rika，1963年8月8日—），日本女性声優。自由身。埼玉縣出身。配偶是男演員津田英佑。旧活動名是深見 理佳、深実りか。身高155cm。B型血。
主要擔當凱瑟琳·麗塔-瓊斯的配音，『美少女戰士』（愛野美奈子役）、『城市風雲兒』（燭光公主役）、『光之美少女』（維吉尼／小山翔子役）、『六人行』（莫妮卡役）等。

## 經歷
高中畢業後，進入専門学校東京播音学院放送声優科學習。1982年作為聲優出演『心跳今夜』出道。
主要以外國電影配音為中心進行活動。雖然沒有專任的演員、不過經常擔當凱瑟琳·麗塔-瓊斯、莎朗·史東、茱蒂·福斯特等人的配音。也出演眾多的動畫和遊戲，特別是在『美少女戰士』系列中擔當主要角色的愛野美奈子長達4年半。

## 人物像
興趣是海外旅行。速讀也是興趣之一，曾被人目擊在速讀教室中。SOURCENEXT公司的遊戲軟件特打式速讀中出演一角。特技是催眠術。
和在『美少女戰士』系列中同演的篠原惠美是同年同月同日生，曾經一起舉辦過生日聚會。

## 出演作品

### 電視動畫
- 驚爆遊戲（村崎志紀）
- 愛天使傳說（アクエルダ）
- 阿嘉莎·克莉絲蒂的名偵探波洛（艾利薩）
- 家庭教師HITMAN REBORN!（澤田奈奈）
- 機動戰士V GUNDAM（海倫·傑克遜）
- 金田一少年之事件簿（美作碧、月島冬子、霧山小夜子、西村志保）
- 元氣爆發（結城秋絵、武田桂）
- YAIBA（かぐや）
- 城市獵人（美穗）※第45話
- 星界的纹章、星界的戰旗（スポール）
- 數碼寶貝最前線（神聖天女獸）
- 數碼獸拯救者（イグドラシル（本体））
- 火影忍者（夏日）
- 美少女戰士系列（愛野美奈子・水手金星）
- 光之美少女（レギーネ／小山翔子）
- BLOOD+（艾莉莎貝塔）
- 名偵探柯南（美香、日向幸、磯貝渚）
- 小魔女Doremi（マジョプリマ）
- 遊戲王（光の創造神ホルアクティ）
- 獸王星（澄）
- 秀逗泰山（蓮苞）
- 銀魂（土方為五郎之妻）

2016年
- Dimension W －第四次元－（克蕾亞·史凱哈特）

2018年
- Banana Fish（潔西卡）

2021年
- 名侦探柯南（黑岩令子）

2025年
- 藥師少女的獨語（神美[1]）

### OVA
- Macross Plus（謬芳容）

### 動畫電影
- 美少女戰士（愛野美奈子・水手金星）
  - 美少女戰士R
  - 美少女戰士S
  - 美少女戰士SuperS

2000年
- 名偵探柯南 瞳孔中的暗殺者（仁野環）

2017年
- 虐殺器官（公聽會議長）

2023年
- 劇場版城市獵人 天使之淚（來生淚[2]）

### 網路動畫
2024年
- 物語系列 第外季&第怪季（迪斯托比亞·威爾圖奧佐·殊殺尊主）

### 遊戲
- 超級機器人大戰F（薩弗利·葛蕾絲）
- 天外魔境（タオリ）
- 惡魔城X 月下夜想曲（莉莎、魅魔）

### 外語配音

#### 演員
安潔莉娜·裘莉
- 永恆族（聖娜[3]）
- 驚天動地60秒（莎薇）※影碟版。

艾希莉·賈德
- 心花怒放（珍·古德）※影碟版。

茱蒂·佛斯特
- 祭童的危險生活（英语：The Dangerous Lives of Altar Boys）（阿桑普塔修女）

茱莉亞·羅勃茲
- 魔鏡，魔鏡（邪惡王后）

#### 電影
- 48小時 ※朝日電視台版。
- 辛亥革命
- 美國狼人在巴黎（賽拉芬·皮格特·麥克德莫特〈茱莉·蝶兒〉）※東京電視台版。
- 挑戰星期天（克莉絲蒂娜·帕格里亞齊〈卡麥蓉·狄亞茲〉）※日本電視台版。
- 環遊世界八十天（方將軍〈莫文蔚〉）※東京電視台版。
- 輕狂歲月（英语：Basquiat (film)）（吉娜·卡迪納爾〈克萊兒·馥蘭妮〉）
- 魔鬼武器（凱倫·B·布蘭尼克〈羅琳·洛克林（英语：Loryn Locklin）〉）※日本電視台版。
- 酷斯拉（奧黛莉·提蒙斯〈瑪麗亞·皮蒂羅（英语：Maria Pitillo）〉）※日本電視台版。
- 驚嚇沸點（英语：Intensity (film)）（柴娜·謝潑德〈莫莉·帕克〉）
- 辣妹過招（雪倫·諾柏里〈蒂娜·費〉）
- 大太陽（英语：Red Sun）（克里斯蒂娜〈烏爾蘇拉·安德烈斯〉）※東京電視台版。
- 夢幻女煞（英语：Shattered Image）（傑西·馬卡姆〈安娜·芭麗瑤〉）
- 辛巴達穿破猛虎眼（英语：Sinbad and the Eye of the Tiger）（法拉公主〈珍·西摩兒〉）※朝日電視台版。
- 雙面女郎（英语：Single White Female）（艾莉森·“艾莉”·瓊斯）※朝日電視台版。
- 大魔域3：飛進未來（英语：The NeverEnding Story III）（咬石者太太）※影碟版。
- 沉默的火腿（英语：The Silence of the Hams）（莉莉·懷恩〈喬安娜·帕庫拉（英语：Joanna Pacuła）〉）
- 殺手不眨眼（英语：The Whole Nine Yards (film)）（吉爾·聖克萊爾〈阿曼達·皮特〉）
- 反斗智多星（英语：Wayne's World (film)）（卡桑德拉·黃〈蒂雅·卡瑞拉〉）
- 反斗智多星2（英语：Wayne's World 2）（卡桑德拉·黃〈蒂雅·卡瑞拉〉）
- 風雲際會（英语：Willow (film)）（索爾沙〈瓊妮·威利〉）※TBS版。
- 極限特工2（蘿拉·傑克森〈諾娜·蓋伊〉）※影碟版。

#### 電視影集
- 通往埃文利之路（英语：Road to Avonlea）（奧莉薇亞·金〈梅格·拉夫曼（英语：Mag Ruffman）〉）
- 大榔頭
- 原野飆龍（英语：The Young Riders）（盧·麥克勞德〈伊馮娜·蘇霍爾（英语：Yvonne Suhor）〉）

#### 動畫
- 森林王子2（梅莎）※迪士尼頻道（英语：Disney Channel (Japanese TV channel)）版。

### 其他
- NHK節目
- 童話鎮 (瑞金娜·米爾斯=壞王后)

## 腳註

## 外部連結
- 事務所公開簡歷（日語）